# St. Martin und St. Veit (Simmringen)
Die römisch-katholische Pfarrkirche St. Martin und St. Veit in Simmringen, einem Ortsteil der Gemeinde Igersheim im Main-Tauber-Kreis, wurde in den Jahren 1670 und 1799 errichtet und ist den heiligen Martin und Veit geweiht. Es handelt sich um eine schlichte Kirche mit Dachreiter, polygonalem Chor und Maßwerkfenstern. Die Kirche gehört zur Seelsorgeeinheit 2, die dem Dekanat Mergentheim der Diözese Rottenburg-Stuttgart zugeordnet ist. Das Kirchengebäude ist ein Kulturdenkmal der Gemeinde Igersheim.